# Luis del Carmen Curiel
Luis del Carmen Curiel, también conocido como Luis C. Curiel fue un político y militar mexicano que participó en la Revolución mexicana. Nació en Guadalajara, en 1846. Estudió para abogado y para militar, y alcanzó el grado de general de brigada en 1892. Fue gobernador de Jalisco por varios periodos hasta enero de 1903, y gobernador de Yucatán del 11 de marzo al 6 de junio de 1911.
Fue senador de la República en la XXVI Legislatura. Se retiró del Ejército Mexicano en 1912 en forma temporal, y definitivamente el 2 de julio de 1913. Murió en 1930.